# Lipoproteïna(a)
La lipoproteïna(a) és una variant de lipoproteïna de baixa densitat que conté una proteïna anomenada apolipoproteïna(a). Els estudis genètics i d'epidemiològics han identificat la lipoproteïna(a) com un factor de risc per a l'aterosclerosi i malalties relacionades, com ara la malaltia coronària i l'ictus.
La lipoproteïna(a) va ser descoberta l'any 1963 per Kåre Berg. El gen humà que codifica l'apolipoproteïna(a) es va clonar amb èxit el 1987.